# SIX Swiss Exchange
Die Schweizer Börse SIX (früher SWX Swiss Exchange) ist die grösste Schweizer Börse und entstand im Mai 1995 durch den Zusammenschluss der drei Wertpapierbörsen in Genf, Basel und Zürich (Basler Börse, Börse Zürich und Genfer Börse). Die Schweizer Börse ist eine hundertprozentige Tochtergesellschaft der SIX Group. Der SIX Hauptsitz befindet sich heute in der Pfingstweidstrasse in Zürich-West.
Die Marktkapitalisierung aller an der Börse gelisteten Unternehmen betrug im August 2017 1643 Milliarden US-Dollar, womit sie zu den 20 grössten Börsen der Welt nach Marktkapitalisierung gehört.

## Geschichte der Schweizer Börse

### Erste Schweizer Börsen (1850–1945)

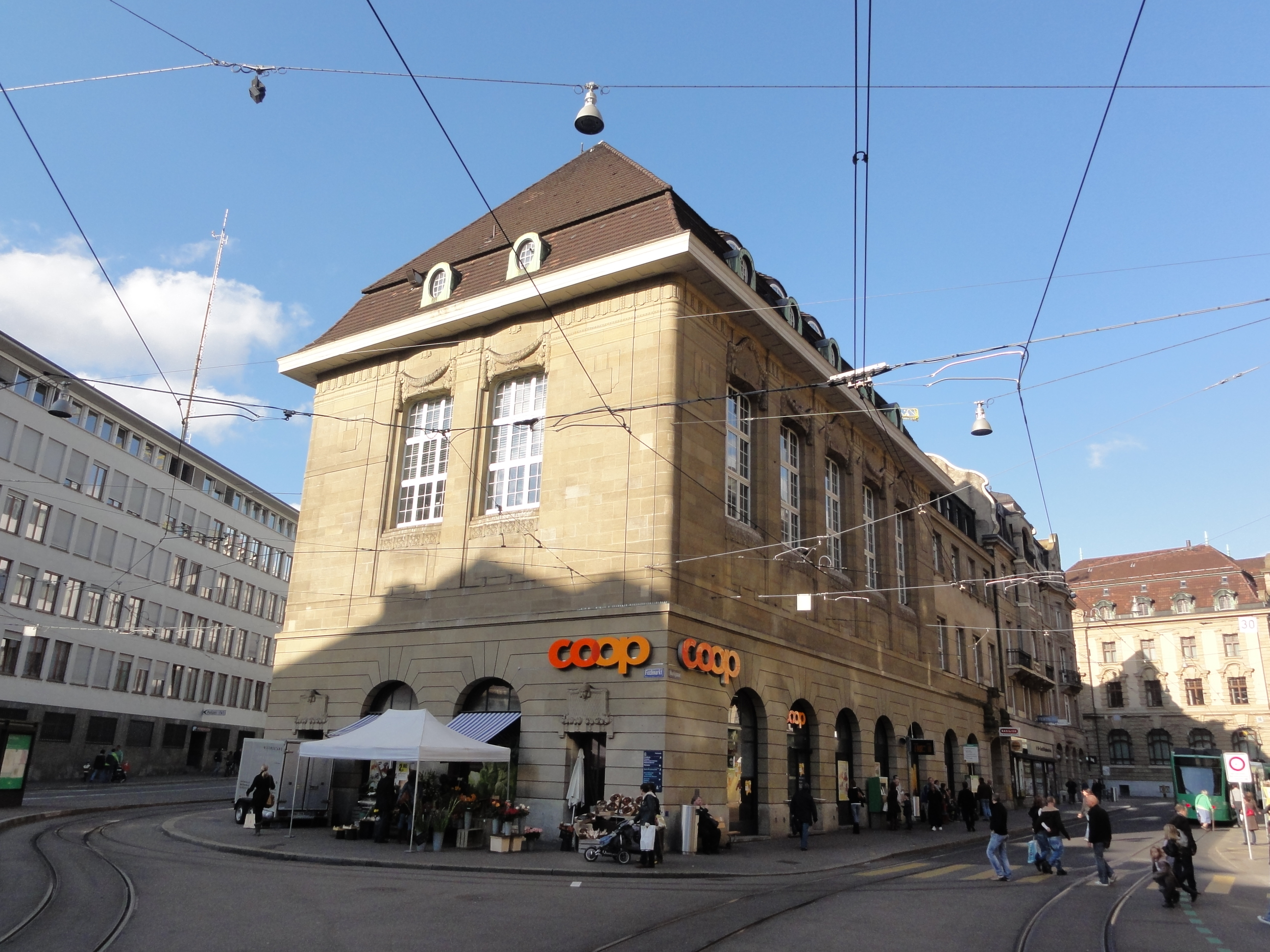
Börse in Basel

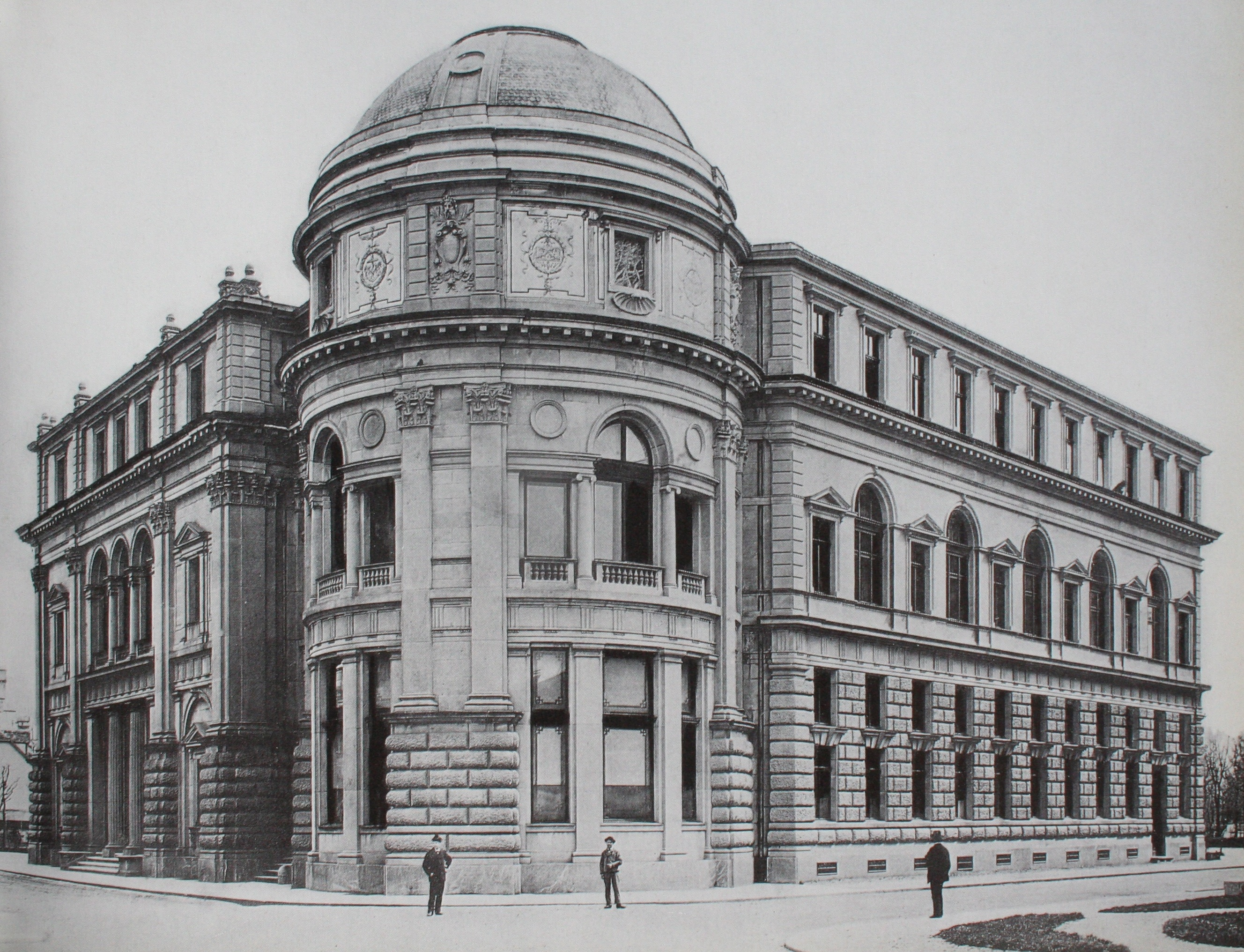
Börse an der Börsenstrasse in Zürich (um 1890)

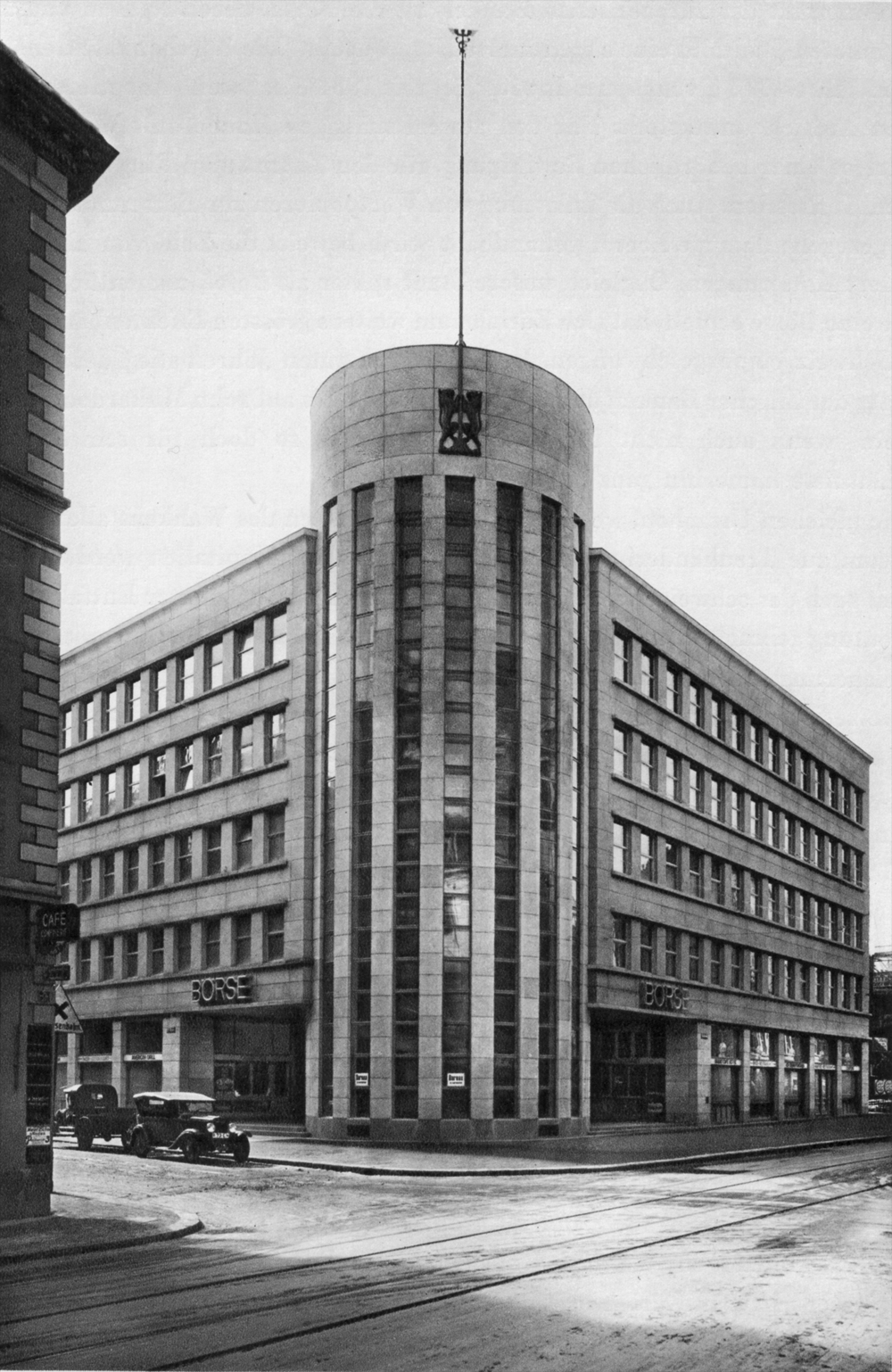
Vormalige «Neue Börse» Zürich (um 1930)

Die erste Börse, an der mit Wertpapieren von Kapitalgesellschaften gehandelt wurde, wurde in der Schweiz 1850 in Genf unter dem Namen Société des agents de change réunis gegründet. Ebenfalls in Genf wurde 1855 eine Ring-Börse eröffnet, die im darauffolgenden Jahr 1856 vom Genfer Staatsrat anerkannt wurde. Die 1876 eröffnete Börse in Basel stand ebenso unter kantonaler Aufsicht, wie die Börse in Zürich, an der 1884 der erste Handel mit staatlicher Bewilligung stattfand.
Vier kleinere Börsen spezialisierten sich auf den Handel mit Regionalwerten und waren rein privatrechtlich organisiert. Hierzu zählten die 1873 gegründete Börse in Lausanne, sowie die von 1885 in Bern, 1905 in Neuenburg und 1933 in St. Gallen. Den Börsen wurde von den Kantonen eine Umsatzsteuerpflicht auferlegt.
Gestoppt wurde diese Entwicklung durch die beiden Weltkriege.
Während des Ersten Weltkriegs waren die Schweizer Börsen, mit Ausnahme des Obligationenhandels in Genf, längere Zeit geschlossen. Auf die Nachkriegsdepression folgte die Hochstimmung der 1920er-Jahre. In Zürich wird in dieser Zeit am Bleicherweg 5 ein neues Börsengebäude (47,36864° N, 8,53799° O)  gebaut, welches heute noch steht, jedoch nicht mehr als Börse verwendet wird.
Die Bankenkrise in den 1930er-Jahren führte zum Eidgenössischen Bankengesetz und in der Politik wurde ein Börsengesetz diskutiert, jedoch noch nicht eingeführt. Die Schweizer Börsen mussten sich zur Schweizerischen Effektenbörse (VSE) zusammenschliessen, um eine Zulassungsstelle einzurichten. Somit hatte die Schweizerische Nationalbank (SNB) sowie das Finanzdepartement den gewünschten Einfluss.

### Nachkriegszeit (1946–1980)
Nach dem Zweiten Weltkrieg kam es zu einer Courtagekonvention, welche die Bankgebühren für Börsengeschäfte vereinheitlichte. Mitte der 1950er-Jahre erreichten die Börsen wieder Rekordumsätze wie in den vor bzw. Zwischenkriegsjahren um 1929. Diese Entwicklung hielt an bis zum grossen Crash von 1962, ausgelöst durch Konjunkturdämpfungsmassnahmen, dem New Yorker Crash und der Kuba-Krise.
1962 wurde in Basel und Zürich mit dem Börsenfernsehen eine Weltneuheit eingeführt. In den Banken hat der Computer bereits Einzug gehalten, die Börse folgte nur zögerlich. 1964 bekam die Telekurs von der Zürcher Börse den Auftrag, die Möglichkeiten der Informatik für den Einsatz an der Börse zu prüfen. Es dauerte aber noch bis in die 1980er-Jahre, bis der Computer wirklich in der Börse Einzug hielt. Am 8. Dezember 1995 wurde der elektronische Handel mit ausländischen Aktien eingeführt, ab 2. August 1996 Elektronischer Handel in Schweizer Aktien und Optionen, in Obligationen ab 16. August, womit auch der Ringhandel eingestellt wurde. 1991 wurde noch ein neues, grösseres Gebäude der Zürcher Börse an der Selnaustrasse 32 eingeweiht, das trotz des sich bereits klar abgezeichneten baldigen Einzugs des elektronischen Handels mit weitaus geringerem Platzanspruch als der Ringhandel hat.
In den 1970er-Jahren begann mit der Deregulierung ein grundlegender Wandel der Wirtschaft und somit der Börsenlandschaft, die bis heute andauert. Eingeleitet 1971 durch die Kündigung des Bretton-Woods-Abkommen (fixe Devisenkurse) durch die Amerikaner. Die schwankenden Wechselkurse bargen neue Risiken für die Wirtschaft und der Bedarf nach Absicherungsmöglichkeiten folgte darauf. Als Antwort wurden Finanzderivate eingeführt. 1973 entstand mit der Chicago Board Options Exchange (CBOE) eine Börse, die ausschliesslich Finanzderivate handelte. Mit der Erdölkrise 1974 erfuhr die Wirtschaft die grösste Nachkriegsrezession seit 1931. Der Ölschock löste in der Schweiz einen derartigen Ansturm auf Anlagegelder aus, dass von einer Schliessung der Börsen die Rede war.

### Neue Wirtschaft (1981–2003)
Der Ringhandel an den Börsen von Lausanne, Neuenburg und St. Gallen wurde 1991 eingestellt. Im Jahr 1995 schlossen sich die drei Schweizer Börsen Genf, Basel und Zürich zur SWX Swiss Exchange zusammen, während die Berner Börse bereits 1991 zum Telefonhandel und 2002 auf ein elektronisches System umgestellt hatte. Der Verein Schweizerische Effektenbörse trat in der öffentlich unter den vier offiziellen Bezeichnungen deutsch Schweizer Börse, französisch Bourse suisse, italienisch Borsa svizzera und englisch Swiss exchange auf. Am 15. August 1996 läuteten die Börsenschreiber zum letzten Mal den Ringhandel in Zürich ab und beendeten damit eine Epoche, die über ein Jahrhundert angedauert hatte.
Nachdem die internationalen Finanzmärkte im Herbst/Winter 1997/1998 die Asienkrise und im August/September 1998 die Russlandkrise überwunden hatten, setzte ab Anfang Oktober 1998 eine knapp zwei Jahre andauernde Hausse ein. Diese wurde vorwiegend durch den damaligen New-Economy-Boom getrieben. Die Schweizer Börsenindizes profitierten allerdings nur bedingt von diesem Boom, da diese durch die Schwergewichte der Pharma-, Nahrungsmittel- und Finanzbranche geprägt sind, während Internet- und Technologie-Unternehmen nur eine untergeordnete Rolle spielen. So erreichte der Swiss Performance Index (SPI) erst im Mai 2000 wieder den vor dem Ausbruch der Russlandkrise erreichten Höchststand von 5237 Punkten. Seinen vorläufigen Höchststand erreichte der SPI am 23. August 2000 mit 5770 Punkten. Das Platzen der Dotcom-Blase zog weltweit die Börsenkurse in die Tiefe, wovon auch die Schweizer Aktienindizes nicht verschont blieben. Von seinem Höhepunkt verlor der SPI bis zu seinem vorläufigen Tiefpunkt am 22. März 2001 über 20 Prozent.
Nach einer kurz andauernden Erholungsphase begann der SPI bereits ab Ende Mai 2001 wieder kontinuierlich abzubröckeln. Die Terroranschläge am 11. September 2001 beschleunigten diese bereits mit dem Platzen der Internet-Blase begonnenen Entwicklung noch zusätzlich. Seinen Tiefpunkt von 2603 Punkten erreichte der SPI allerdings erst eineinhalb Jahre später, nämlich am 12. März 2003 auf dem Höhepunkt der SARS-Epidemie und der Irakkrise.
Die SWX Swiss Exchange errichtete im Jahr 2000 die von der britischen Finanzaufsichtsbehörde FSA (Financial Services Authority) regulierte Aktienhandelsplattform Virt-x für den Handel mit 32 Schweizer Standardwerten in London. Am 25. Juni 2001 wurde die Plattform eröffnet. Die Hauptziele bestanden einerseits im Aufbau einer paneuropäischen Börse und andererseits in der Verringerung der Abwanderung des Handelsvolumens mit SMI-Titeln an die Londoner Börse.

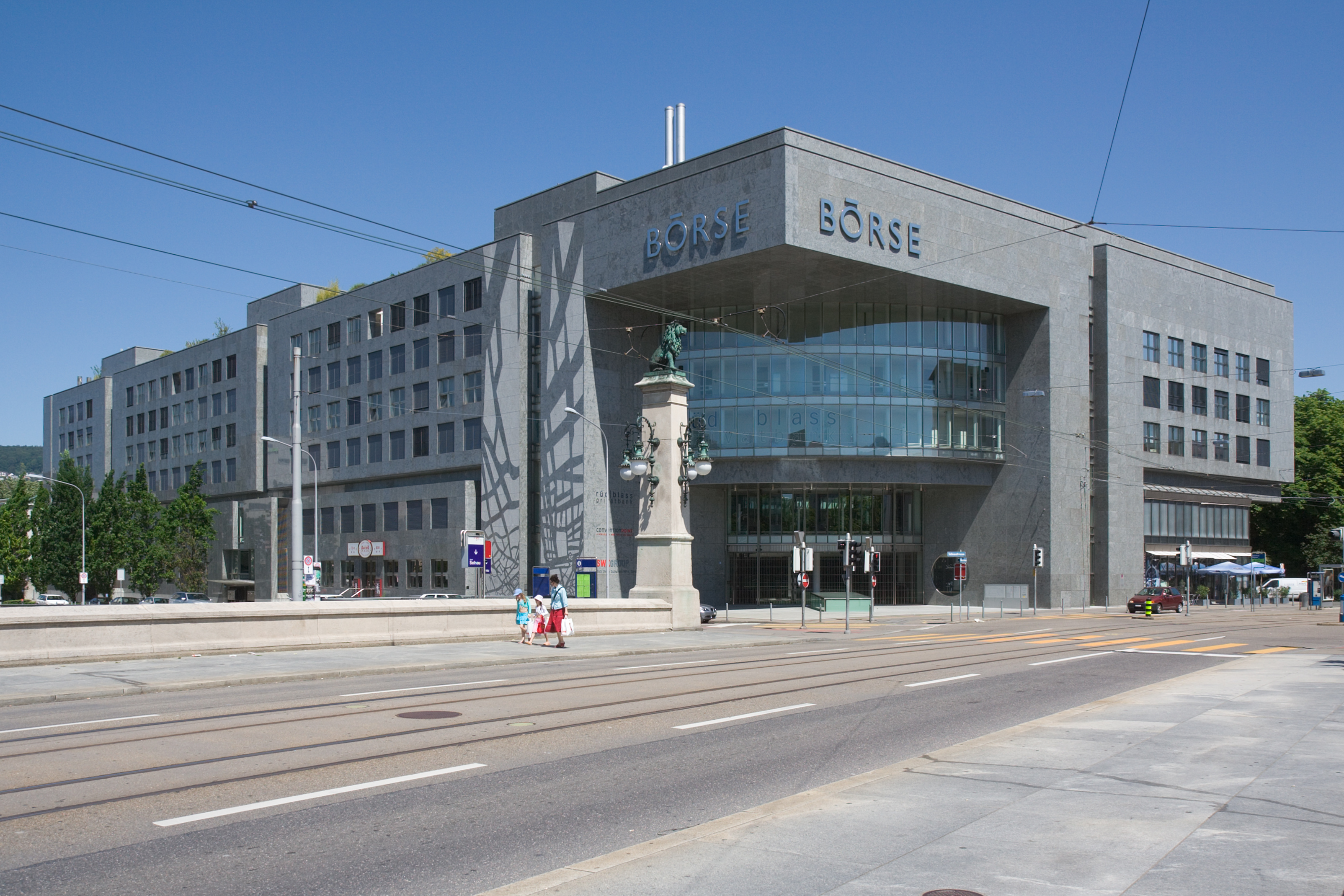
Gebäude der «Neuen Börse» Zürich

Den börsenkotierten Unternehmen wurden zwei verschiedene Börsensegmente für die SMI-Titel geboten: das EU Regulated Market-Segment und das UK Exchange Regulated-Segment. Beide Segmente unterlagen den Regulierungen der britischen Finanzmarktaufsicht (FSA), das EU-Segment zusätzlich EU-Bestimmungen.

### Kürzliche Vergangenheit (ab 2002)
Auf Beschluss der Generalversammlung vom 23. April 2002 wurde der Verein im Mai 2002 in eine Aktiengesellschaft umgewandelt und im selben Jahr der Sitz an die Selnaustrasse verlegt. Ende Juni 2017 wurde der neue Hauptsitz im «Hard Turm Park» an der Pfingstweidstrasse in Zürich bezogen.
Am 30. April 2007 kaufte die Schweizer Börse gemeinsam mit der Deutschen Börse die US-Optionsbörse ISE. Durch die Übernahme der International Securities Exchange Holdings (ISE) entsteht einer der grössten Handelsplätze für Finanzderivate.
Der Preis für die Optionsbörse ISE betrug 2,8 Milliarden Dollar. Die Deutsche Börse übernahm 85 Prozent und die Schweizer Börse 15 Prozent des Kaufpreises. Der Umsatz der ISE lag im Jahr 2006 bei zirka 178 Millionen Dollar, der Gewinn bei zirka 55 Millionen Dollar. Die ISE bleibt eigenständig und behält ihre Struktur und Marke.
Am 1. Januar 2007 startete die von der SWX Swiss Exchange und der Deutschen Börse gemeinsam betriebene Börse für strukturierte Produkte den Handel. Das Joint Venture operierte unter dem Namen Scoach.
Die im Mai 2007 angekündigte Fusion zwischen der SWX Group, der SIS Group und der Telekurs Group zu einer Finanzplatzholding wurde Anfang 2008 mit der Gründung der SIX Group AG (anfänglich noch Swiss Financial Market Services AG) vollzogen. Hintergrund dieser Fusion war der zunehmende internationale Wettbewerb unter den Finanzplätzen, die steigenden Anforderungen an die technische Infrastruktur, die schnell ändernde Kundenbedürfnisse sowie die zunehmende Komplexität der regulatorischen Anforderungen. Im September 2008 wurde die Einheitsmarke SIX eingeführt und die SWX Swiss Exchange in SIX Swiss Exchange umfirmiert.
Im Rahmen der Fusion wurde die virt-x Exchange Limited, die in London domizilierte Tochtergesellschaft der SWX Swiss Exchange, umbenannt in SWX Europe Limited. Ab 30. April 2009 wurde der Handel an SWX Europe beendet und an die SIX Swiss Exchange übertragen.
Am 4. Mai 2009 wurde der Handel mit Blue-Chip-Aktien an die SIX Swiss Exchange in Zürich zurückverlagert. Die SIX Group erklärte diesen Schritt hauptsächlich mit Kostenüberlegungen, einer verbesserten Positionierung im Börsenwettbewerb sowie mit der Komplexitätsreduktion der Strukturen für die Emittenten.
2010 nahm die SIX Swiss Exchange den Handel mit Exchange Traded Products (ETPs) auf und ergänzte damit ihr Angebot an Handelssegmenten um besicherte Forderungsrechte hauptsächlich in Rohstoffwerten.
Scoach, das Joint Venture mit der Deutschen Börse wurde 2013 als Gemeinschaftsunternehmen aufgelöst. Der Schweizer Markt für strukturierte Produkte heisst seitdem SIX Structured Products.
Der SMI-Handel unterliegt seither nur noch der Selbstregulierung durch SIX Exchange Regulation und Überwachung durch die Eidgenössische Finanzmarktaufsicht (FINMA).

### Rahmenabkommen mit der Europäischen Union
Am 30. November 2018 hat der Bundesrat gestützt auf Art. 184 Abs. 3 der Bundesverfassung eine Verordnung erlassen. Demnach dürfen ab 2019 keine Schweizer Aktien mehr in der EU gehandelt werden. Der Grund dafür ist, dass die Schweizer Börsenregulierung von der EU ab 2019 nicht mehr als gleichwertig anerkannt werden könnte und infolgedessen die Händler aus der EU nicht mehr in der Schweiz handeln dürften. Die mögliche Nichtanerkennung seitens der EU begründete der EU-Vizekommissionspräsident Valdis Dombrovskis am 28. November 2018 mit fehlenden Fortschritten in den Verhandlungen über das Rahmenabkommen EU-Schweiz. Die sogenannte Börsenäquivalenz wurde von der EU Ende des Jahres 2018 um 6 Monate verlängert, sie lief jedoch wegen weiter „mangelnden Fortschritts“ beim Rahmenabkommen zum 1. Juli 2019 aus. Im Gegenzug verbot der Schweizer Bundesrat den Handel mit Schweizer Aktien an europäischen Börsen und schützte damit die Schweizer Börse.

### Übernahme der Börse in Madrid
Im November 2019 kündigte die SIX an, die Börse in Madrid (Bolsas y Mercados Españoles, BME) für 2,84 Milliarden Euro übernehmen zu wollen, und das operative Clearingzentrum dorthin verlegen zu wollen.

## Eigentümerstruktur und Kontrolle
Die SIX Group AG befindet sich im Besitz von rund 120 nationalen und internationalen Finanzinstituten, die auch Hauptnutzer der Dienstleistungen sind. SER reguliert und überwacht die Schweizer Börse und ist dem Verwaltungsratspräsidenten von SIX unterstellt.

## Indizes
Der bedeutendste Aktienindex der SIX Swiss Exchange ist der Swiss Market Index (SMI). Darüber hinaus gibt es: Swiss Leader Index, SMI MID, Swiss Performance Index, SPI Extra und SXI Real Estate Broad Index.

## Mitgliedschaften
Sie ist Mitglied in der:
- World Federation of Exchanges.[23]
- Sustainable Stock Exchanges Initiative